# Thienodiazepine
Thienodiazepine sind in der Pharmazie und in der Chemie Heterocyclen, die einen Diazepin-Ring und einen anellierten Thiophen-Ring enthalten. Dazu zählen die Arzneistoffe und psychotrope Substanzen: Bentazepam, Brotizolam, Ciclotizolam, Clotiazepam, Deschloroetizolam, Desmethyletizolam (Metizolam), Etizolam, Israpafant und JQ1 (CAS No. 1268524-70-4).

## Struktur
|                                 | | |
| Grundkörper der Thienodiazepine | Blau markierter anellierter Thiophen-Ring, mit zwei Kohlenstoffatomen, die zugleich Teil des Diazepin-Rings sind. | Grün markierter anellierter Diazepin-Ring, mit zwei Kohlenstoffatomen, die zugleich Teil des Thiophen-Rings sind. |

## Einzelstoffe
| Wirkstoff         | Handelsname(n)                                                      | Wirkungstyp                   | Chemische Bezeichnung                                                                                           | Plasmahalbwertszeit (Metaboliten-HWZ) | Äquivalenzdosis zu 10 mg Diazepam | Jahr der Markteinführung |
| ----------------- | ------------------------------------------------------------------- | ----------------------------- | --- | ------------------------------------- | --------------------------------- | ------------------------ |
| Bentazepam        | Tiadipona (ES)                                                      | Tranquilizer, Anxiolytikum    | 5-Phenyl-1,3,6,7,8,9-hexahydro-2H-[1]benzothieno[2,3-e][1,4]diazepin-2-on                                       | 2,8–4,5 h                             | 50 mg                             | 1986                     |
| Brotizolam        | Lendormin (D), Lendorm (AT, DK), Lendormine (CH), Sintonal (ES)     | Hypnotikum, Sedativum         | 2-Brom-4-(2-chlorphenyl)-9-methyl-6H-thieno[3,2-f][1,2,4]triazolo[4,3-a][1,4]diazepin                           | 3–6 h (4–19 h)                        | 0,5 mg                            | 1985                     |
| Ciclotizolam      | -                                                                   | Anxiolytikum, Antiepileptikum | 8-Brom-6-(o-chlorphenyl)-1-cyclohexyl-4H-5-triazolo(3,4-c)thieno(2,4-e)-1,4-diazepin                            |                                       |                                   | Designerdroge            |
| Clotiazepam       | Distensan (ES), Rize (JP), Trecalmo (D), Tienor (IT), Veratran (FR) | Anxiolytikum, Tranquilizer    | 5-(2-Chlorphenyl)-7-ethyl-1,3-dihydro-1-methyl-2H-thieno[2,3-e]-1,4-diazepin-2-on                               | 5–6 h                                 | 5 mg                              | 1975                     |
| Deschloroetizolam | -                                                                   |                               | 4-(2-Chlorphenyl)-2-ethyl-9-methyl-6H-thieno[3,2-f][1,2,4]triazolo[4,3-a][1,4]diazepin                          | ~8–10 h                               | 2–4 mg                            | Designerdroge            |
| Etizolam          | Depas (JP), Etilaam (ID), Pasaden (IT)                              | Hypnotikum, Anxiolytikum      | 7-(2-Chlorphenyl)-4-ethyl-13-methyl-3-thia-1,8,11,12-tetraazatricyclo[8.3.0.02,6]trideca-2(6),4,7,10,12-pentaen | 3,5 h (8 h)                           | 1 mg                              | 1984                     |
| Fluclotiazepam    | -                                                                   | Hypnotikum                    | 2-Chlor-4-(2-fluorphenyl)-9-methyl-4H-thieno[3,2-f][1,2,4]triazolo[4,3-a][1,4]diazepin                          | ~6–13 h                               | 0,5–0,75 mg                       | Designerdroge            |
| Metizolam         | -                                                                   | Hypnotikum, Tranquilizer      | 4-(2-Chlorphenyl)-2-ethyl-6H-thieno[3,2-f][1,2,4]triazolo[4,3-a][1,4]diazepin                                   | ~12 h                                 | 2–4 mg                            | Designerdroge            |